# Antiguo Hospicio de Oviedo
El Antiguo Hospicio de Oviedo es un monumento histórico artístico situado en la calle Gil de Jaz de dicha ciudad, en Asturias, España. Desde 1972 alberga el Hotel Reconquista y es una de las dos principales sedes de los Premios Princesa de Asturias junto con el Teatro Campoamor.

## Historia

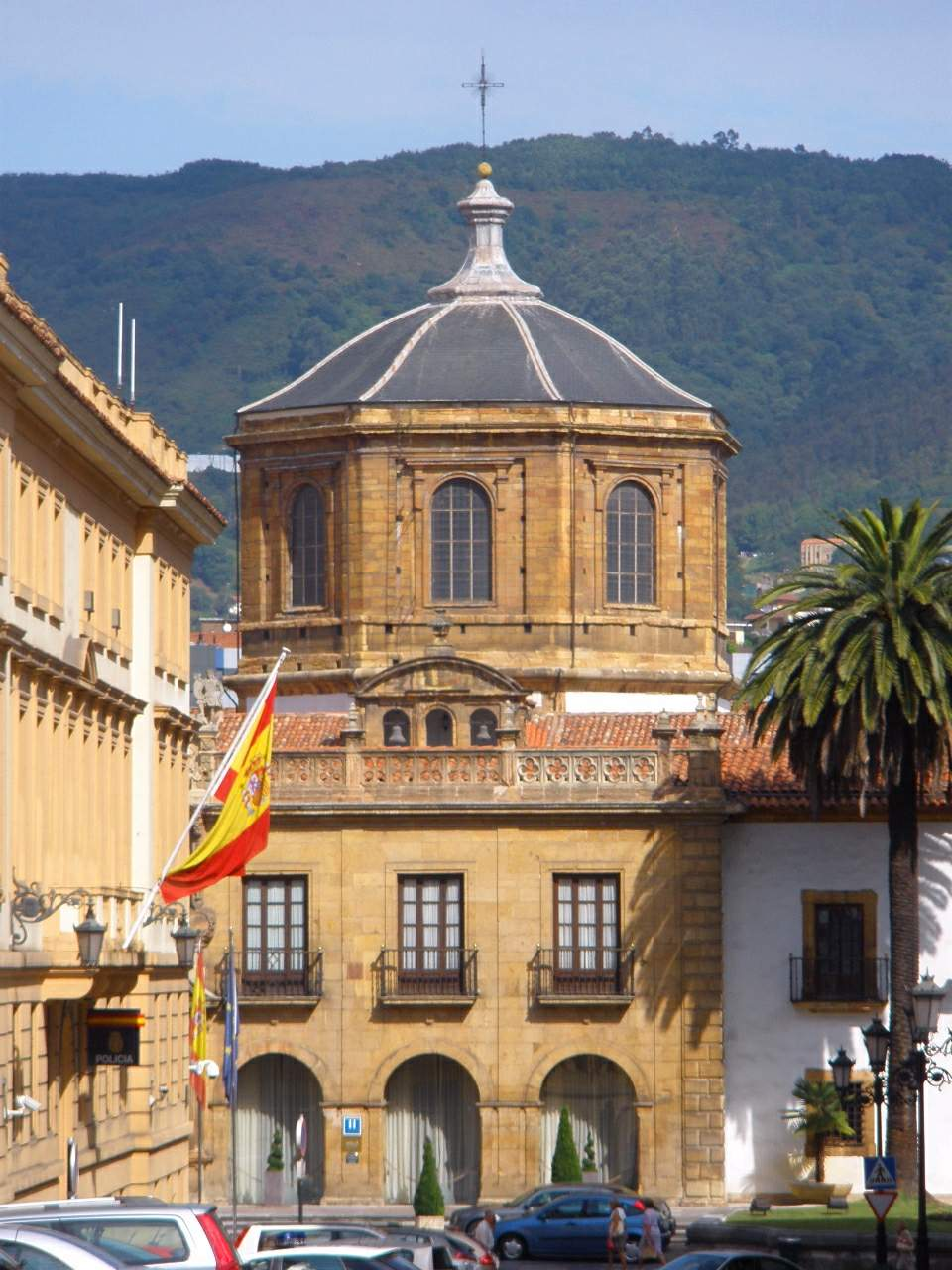
Cúpula de la capilla

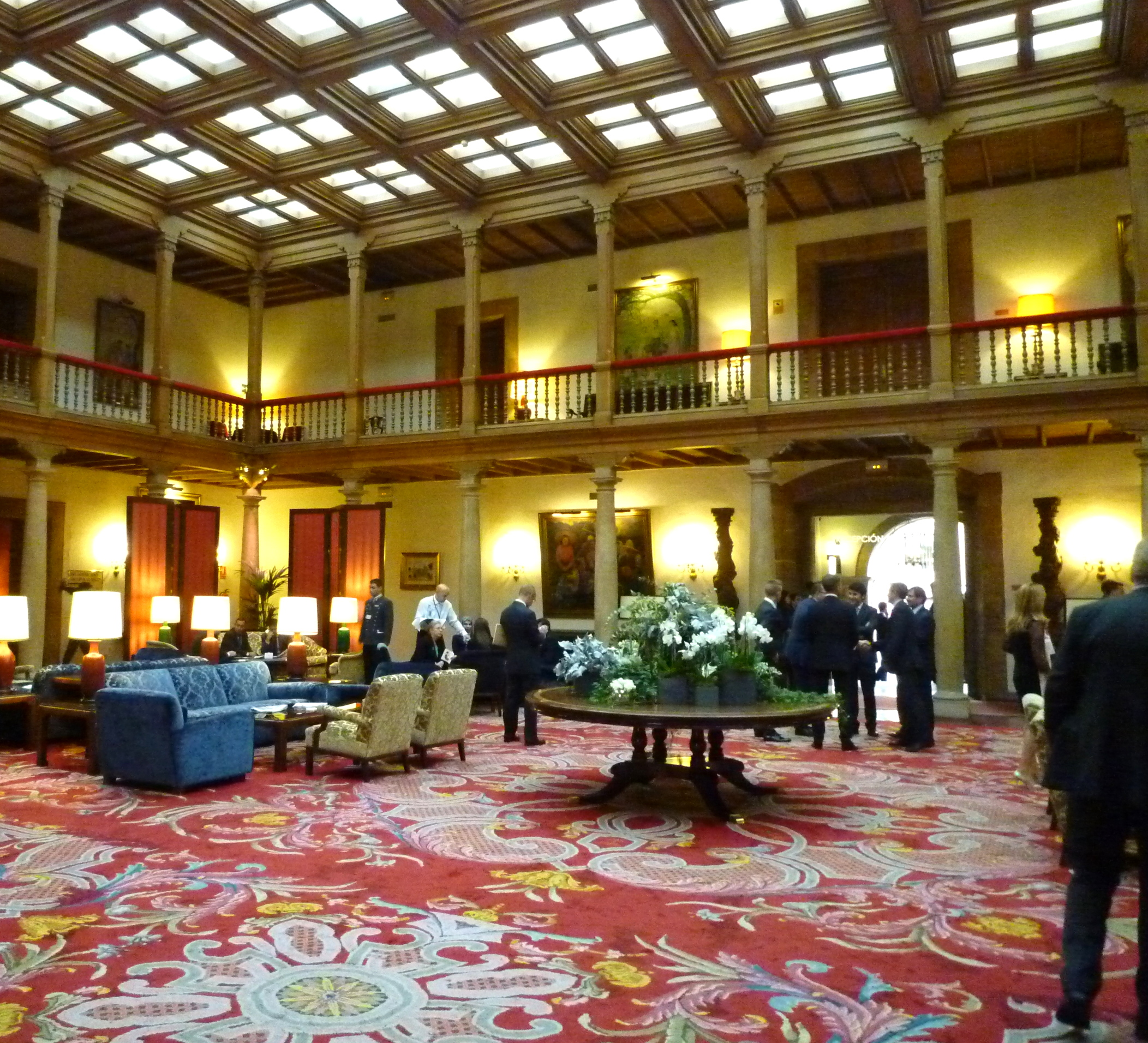
Interior del patio principal

En 1752 se inicia la construcción del Hospital Hospicio de Oviedo por orden de Isidoro Gil de Jaz, regente de la audiencia del Principado de Asturias. Este propuso a la Corona un "Hospicio y Hospital de Huérfanos, Expósitos y Desamparados", con el objeto de recoger a huérfanos e inválidos y darles una instrucción que les permitiera desarrollar algún tipo de trabajo.
En 1942, la Diputación Provincial de Oviedo decidió restaurar el edificio. Desde 1972 alberga el llamado Hotel Reconquista, propiedad de la empresa HOASA, propiedad del Principado de Asturias. En 1973 fue declarado Bien de Interés cultural.
 Es una de las principales sedes de la semana de los Premios Princesa de Asturias, acogiendo la recepción y estancia de los premiados y la familia real antes y después de la ceremonia. En 2020 y debido a la COVID-19, fue también la sede de entrega de los premios, a puerta cerrada. 

### Arquitectura
El estilo principal de la fachada es el barroco. Dicha fachada, toda de sillería, está coronada por un escudo central de grandes dimensiones y detalles minuciosos. Este escudo es una copia del original, pues este había sido construido en arenisca blanda, por lo que tuvo que ser sustituido por una copia en caliza en 1958. Esta fachada es casi contemporánea al Real Hospicio de Madrid. Sobre un pórtico de siete arcos de medio punto, con espacioso soportal en toda la línea de la fachada, se eleva el piso principal, de otros siete huecos, el central de arco rebajado con balcones de hierro forjado. Toda la fachada está terminada por un barandal de piedra labrada, que remata el cornisamiento del edificio. En su interior se abren dos grandes patios: el de Gil de Jaz y el de la Reina, de galerías porticadas de madera. Las galerías de madera que rodean los patios; los cuales, por su traza y su estructura, reúnen los caracteres de la tradición carpintera del Norte de España, con la forma y espacio de las viejas plazas castellanas.
La capilla del complejo fue diseñada en 1768 por el arquitecto madrileño Ventura Rodríguez. Se inicia su construcción en ese mismo año, siendo finalizada, según una inscripción, en 1770. La capilla es de planta circular por la parte interior y octogonal por la parte exterior, todo ello ejecutado en orden dórico. Sobre un ático que contiene el cuerpo de luces se levanta la cúpula, adornada con casetones y florones. Presenta una acusada altura, condición necesaria para que las distintas plantas se asomen a ella mediante tribunas.
El edificio al ser destinado a establecimiento hospitalario (hospicio y hospital) es de grandes dimensiones para la época, favoreciendo los amplios corredores la iluminación y ventilación. El jardín delantero alberga varias palmeras, habitual en los jardines indianos de Asturias.

## Polémicas
Los primeros pasos de la gestión de Hotusa a partir de 2014 pasaron por una serie de despidos y un Expedientes de regulación de empleo (ERE), centrados especialmente en los trabajadores más veteranos con más antigüedad y derechos laborales, lo cual ocasionó una importante polémica en el Principado y procesos judiciales
En septiembre de 2019, a falta de la sentencia definitiva, la Fiscalía Superior del Principado de Asturias decidió retirar las acusaciones.
Además, al inicio de la gestión por parte de Hotusa, el hotel recurrió a estudiantes en prácticas de diversas escuelas de Hostelería de Galicia y Asturias para los Premios Princesa sin remuneración ocasionando de nuevo varias polémicas.